# ザ・ブリッツ

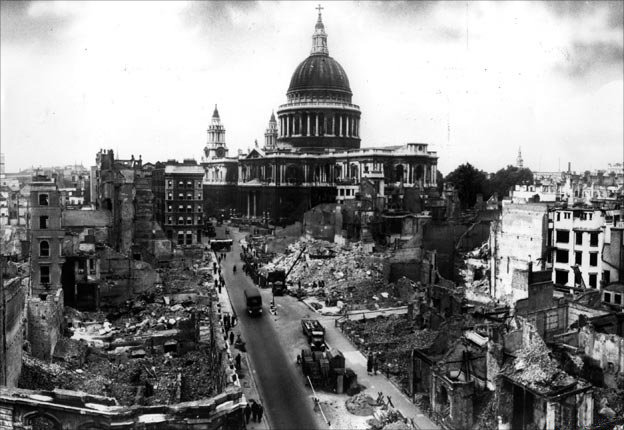
セント・ポール大聖堂周辺の被害状況

ザ・ブリッツ（英語: the Blitz、ロンドン大空襲、都市急襲爆撃）とは、第二次世界大戦中にナチス・ドイツがイギリスに対して1940年9月7日から1941年5月10日まで行った大規模な空襲のことである。「ブリッツ（独: Blitz）」とは、ドイツ語で稲妻を意味するが、イギリス側での呼び名である。

## 概要
1940年5月、ドイツの西方電撃戦により、ベネルクス諸国やフランスが相次いで降伏した。独英は講和に至らず、英本土侵攻作戦「アシカ作戦」の足掛かりとして、独空軍による攻勢と英空軍による迎撃による航空戦バトル・オブ・ブリテンが行われた。同航空戦は、狭義には同年7月から10月まで行われ、ザ・ブリッツはその最中に開始され、翌春まで続いた。
爆撃により、英国民の抗戦意思が破砕されなかった点で、ドゥーエ理論を否定した

## 経過

### 背景
1940年当時、英空軍はチェーン・ホームレーダーによる警戒監視網と、優れた戦闘機スピットファイアを有した。バトル・オブ・ブリテンに参加した独空軍の爆撃機の内訳は、ドルニエ Do 17、ドルニエ Do 215、ハインケル He 111、ユンカース Ju 87だったが、1930年代に長距離爆撃機開発を放棄している。これらの爆撃機の防御力が低く、戦闘機による援護を必要としたことが、独軍の致命的な敗因の一つに挙げられている。
対英戦に際し、独空軍総司令官のヘルマン・ゲーリング元帥はドゥーエ理論の実践による「航空攻撃のみで英国を降伏させる」ことに野心を抱いていた。西方電撃戦の後、1940年7月から激化したバトル・オブ・ブリテンにおいて、独空軍は在地の空軍基地等を攻撃したが、決定的な勝利は得られなかった。8月24日以降、ゲーリングの指示により昼夜を問わず攻撃が継続され、独第2航空艦隊が戦闘機の援護を受けて英航空基地の爆撃を、第3航空艦隊が夜間爆撃を担任した

### 独軍の目標変更
9月7日、ゲーリングは戦術的な価値よりもドイツ国内向けのプロパガンダとしての価値を重視し、攻撃目標を首都ロンドンに変更した。夜間の襲撃を英空軍は十分に迎撃できず、250機の独空軍爆撃機が、ロンドン市街、特にイーストエンド地区を、明朝にかけて爆撃した。
しかし9月15日には、襲来した独空軍を、英空軍は総力を挙げて迎撃した結果、大きな損害を受けた独軍は上陸作戦（アシカ作戦）を断念し、対英戦そのものを再考するに至った。この日は英国側のプロパガンダによって バトル・オブ・ブリテン・デーと呼ばれる記念日になった。

### 空襲の継続
独軍は複数の戦略目標を両立させようと図った。Bf 109やBf 110を爆装した戦闘爆撃機も投入されたが、機能で劣る独軍機は、英戦闘機に対して受動的な行動を取らざるを得ず、独軍パイロットの士気に深刻な影響を与えた。
独軍は航空機の生産工場などを爆撃した。

### 昼間爆撃の中止、独軍の関心の低下

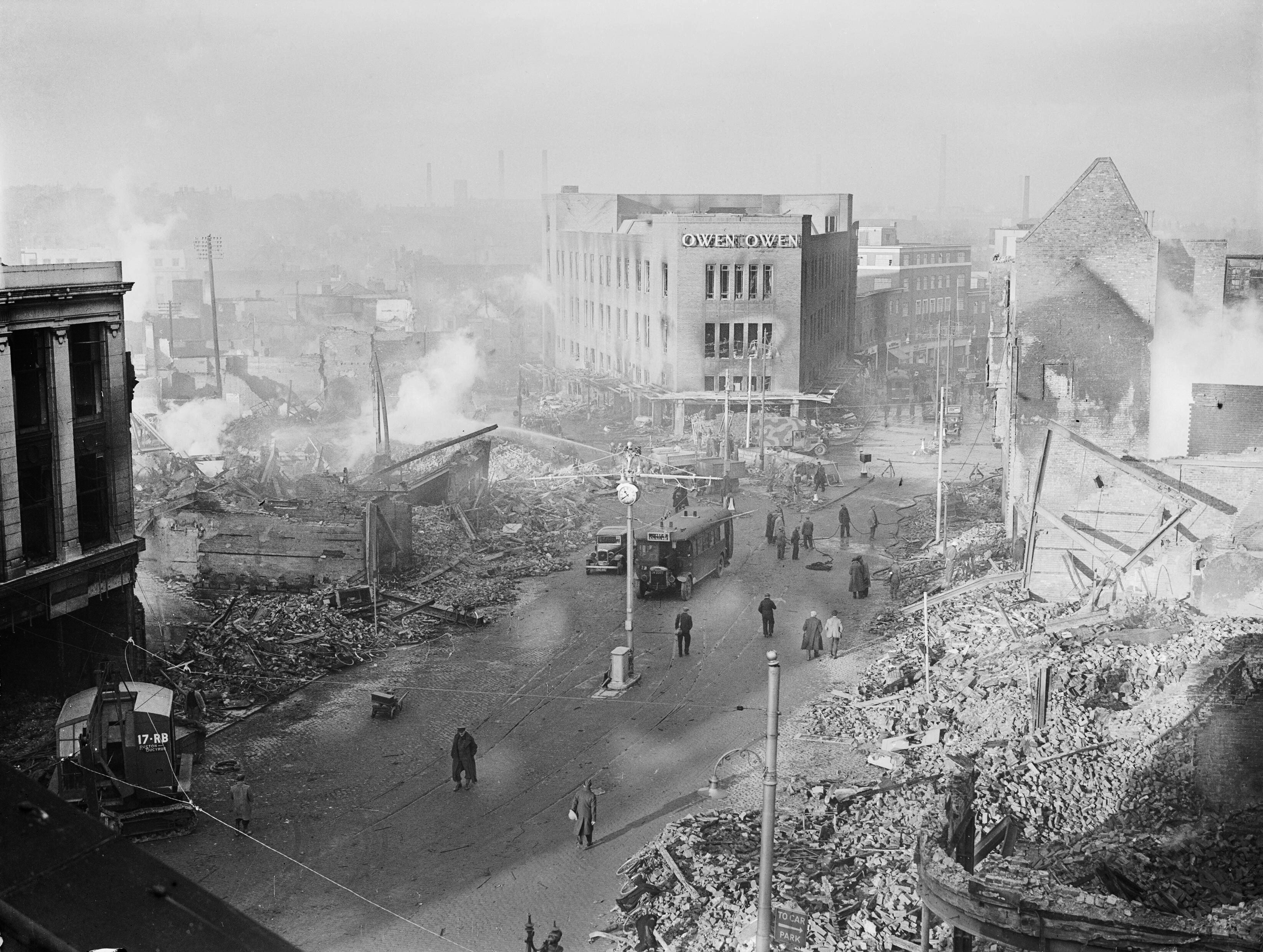
爆撃を受けたコヴェントリー（1940年11月16日撮影）

10月20日、ロンドン特有の霧及び東進性の気候は、南東から攻撃する独軍にとって不利であることから、ロンドンへの昼間爆撃が中止が決定された。10月29日のポートランド攻撃が最後の昼間爆撃となり、英空軍は10月31日をバトル・オブ・ブリテンの公式な終結日としている。
その後も、独第3航空艦隊（司令官：シュペルレ元帥）は、英国への「懲罰」としてさらに34週間に渡って爆撃を継続し、ロンドン以外にもバーミンガム、リバプール、サウサンプトン、ポーツマス、キングストン・アポン・ハルが複数回の空襲を受け、他8ヶ所の街が単発で爆撃された。
特に11月14日から翌15日にかけて工業都市コヴェントリーへ、独軍にとって理想的な形で計3度の爆撃が行われ、甚大な被害が生じた。
徐々にドイツの外交的・軍事的関心は対ソ作戦に移っていった。翌1941年5月21日、最後の夜間爆撃が行われた。そして同年6月22日、バルバロッサ作戦発動により独ソ戦が開始された。

## 大戦中における大衆文化への影響

### 音楽
- ロンドン・プライド（英語版）

## 題材とした作品
映画
- 戦場の小さな天使たち - 1987年、英米合作
- ブリッツ ロンドン大空襲 - 2024年、英米合作